# غواصة يو-5 (ألمانيا)
غواصة يو-5 غواصة بنيت لبحرية الإمبراطورية الألمانية من شركة فريدريش كروب. قامت بالإبحار في 2 يوليو 1910في كيل. خدمت في الحرب العالمية الأولى تحت قيادة Kptlt يوهانس ليمر بدون تسجيل إغراق لاي سفينة معادية. وقد فقدت في حادث وقع قبالة الساحل البلجيكي في 18 ديسمبر 1914 وغرقت بلا ناجين، فقد جميع أفراد طاقمها البالغ عددهم 29 شخصًا حياتهم. 